# Santa Maria de Portbou
Santa Maria de Portbou és una església del municipi de Portbou (Alt Empordà). Està situada dalt d'un turó i fou bastida a partir de l'any 1878 per la Companyia dels Ferrocarrils de Tarragona a Barcelona i França, a l'esplanada de l'estació, a la part més enlairada del poble, pel servei religiós dels treballadors ferroviaris residents al poble. Està protegida com a bé cultural d'interès local.

## Descripció

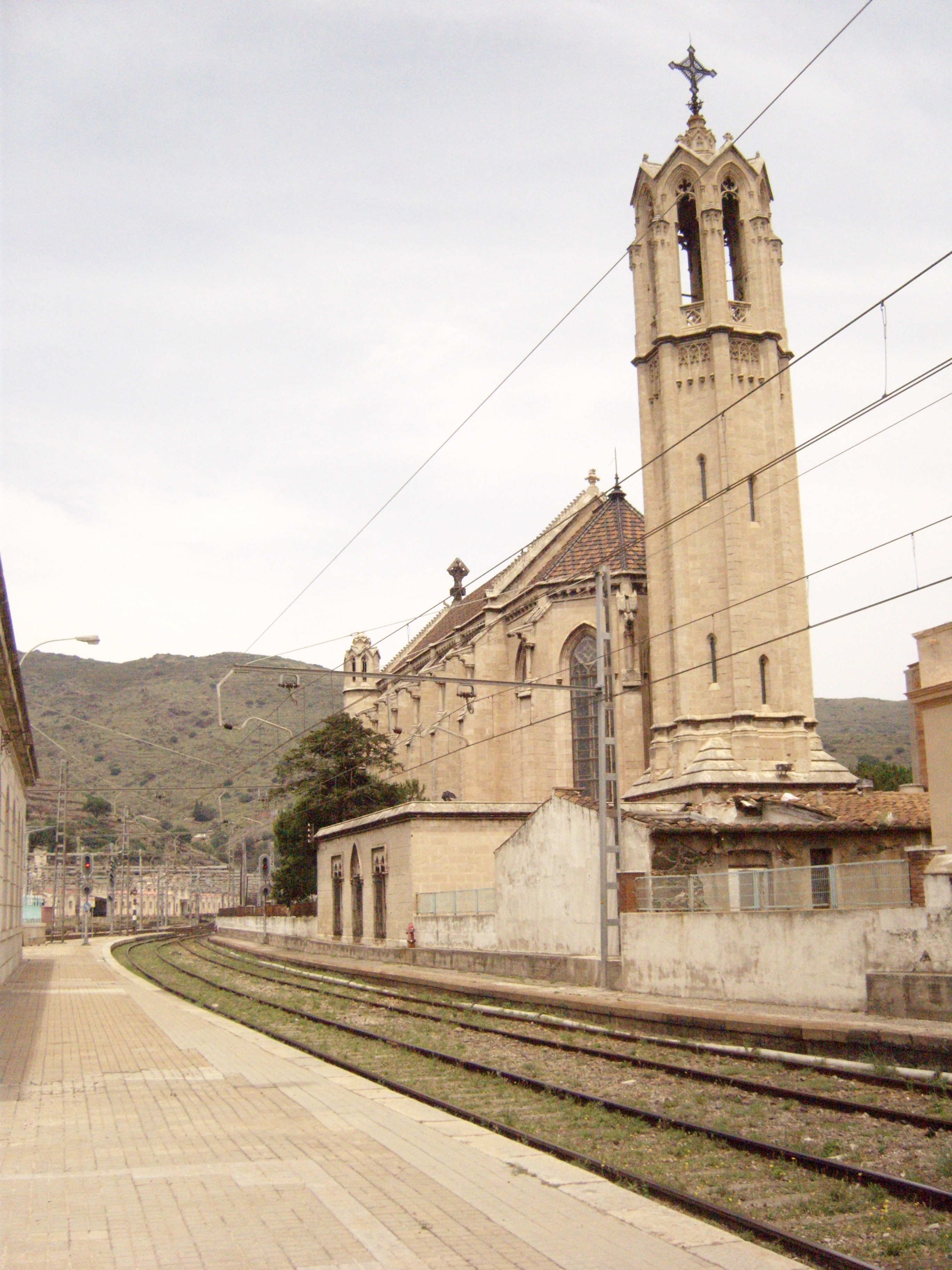
Santa Maria de Portbou

És un edifici d'estil neogòtic i de dimensions considerables que destaca de forma notable dins el conjunt urbà de la població. És una construcció de carreus orientada de nord a sud. S'hi accedeix mitjançant una llarga escalinata que guanya el fort desnivell que hi ha entre el poble i l'esplanada de l'estació, on resta emplaçat el temple.
Consta d'una sola nau força alta i esvelta dividida en quatre crugies, amb coberta de fusteria sobre arcs diafragma apuntats. Té un altre tram, a manera de pòrtic, que és cobert amb volta de creueria. L'absis, de planta poligonal, també és cobert per una volta de creueria.
A la façana principal hi ha la portada, formada per tres arcs apuntats que defineixen tres accessos independents. Són emmarcats per un fris i diverses motllures que al centre (just al damunt de l'arc central) defineixen el marc d'un relleu escultòric. En ell s'hi representa la figura de la Verge Maria, dins una màndorla sostinguda per dos àngels i sota un dosser. A més, hi ha la imatge de Sant Jaume apòstol i Sant Jordi. Al damunt dels arcs hi ha una rosassa de grans dimensions amb decoració calada i tot coronant la façana hi ha un fris de motllures que defineixen un seguit d'arcs amb relleus de traceria. A cada costat del mur hi ha sengles torricons octogonals acabats amb obertures apuntades i coronats amb un floró.
Als murs laterals de la nau i a l'absis, entre els contraforts, s'obren grans finestrals que tenen els arcs apuntats i presenten decoració calada a l'intradós. Dels vitralls, que van ser restaurats cap als anys 1940-1949, el de l'absis mostra l'Assumpció de Maria al centre i l'apòstol Sant Jaume i els tres Reis als costats. Cada vitrall és dividit en dues parts, amb dos arcs apuntats que tanquen una petita rosassa amb motius calats. El campanar és una torre de planta octogonal que té un pis superior d'arcs apuntats i és coronat per una gran creu de ferro.

## Història

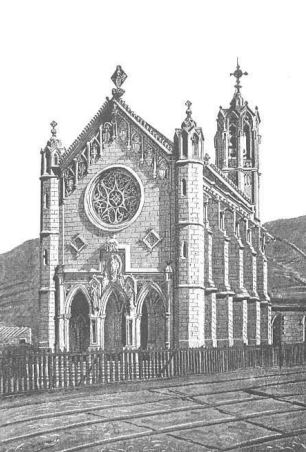
L'església al 1890

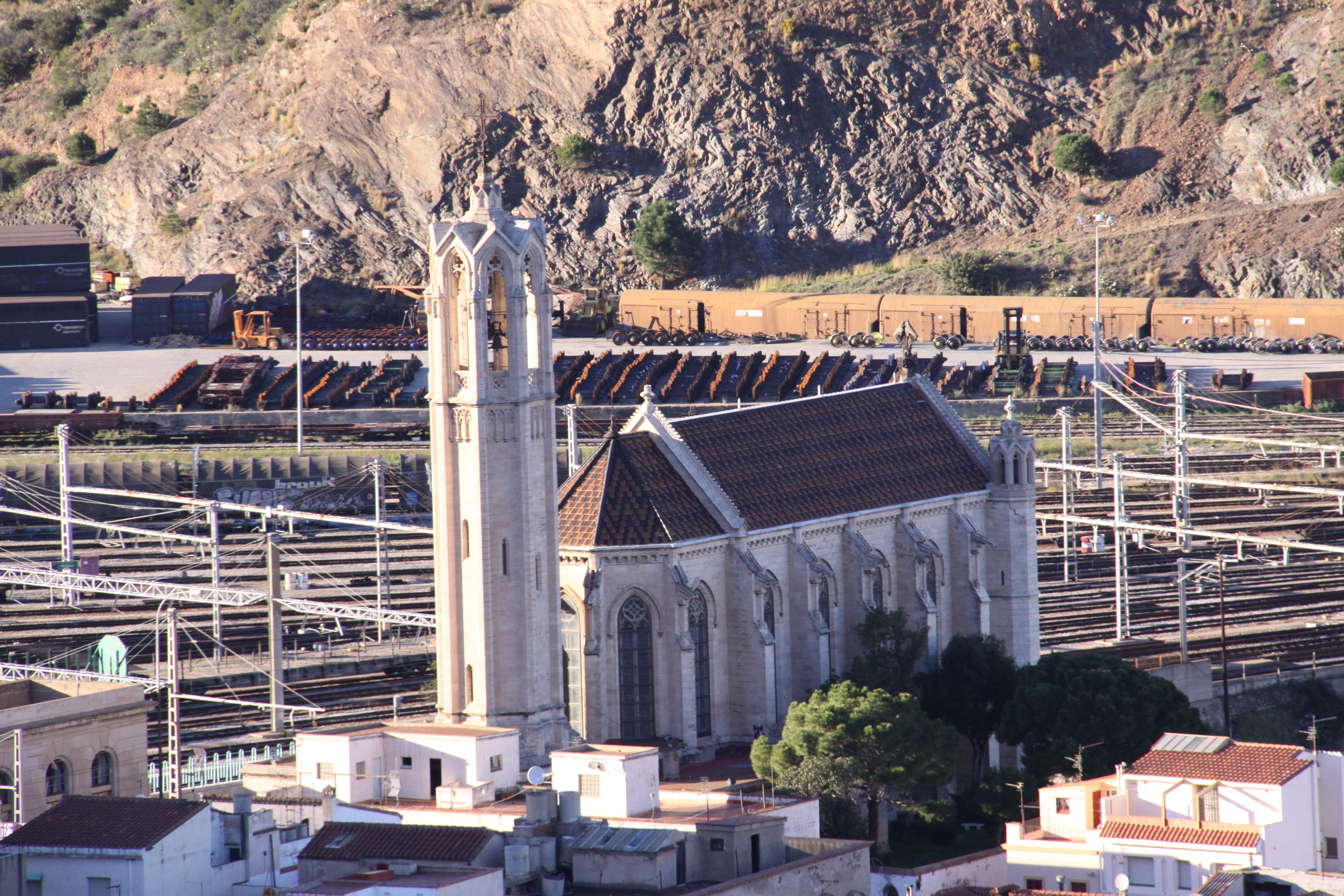

Església aixecada a expenses de la companyia del ferrocarril, damunt l'esplanada de l'estació. No se sap quan fou consagrada, però cal suposar que el 1882 ja ho era, perquè en aquesta data hi fou destinat el primer vicari per part del bisbat.
Originàriament fou una capella particular de la família Planàs, de la qual Claudi Planàs n'era el director del Ferrocarril Tarragona-Barcelona-França (TBF); al voltant de l'església encara es conserven alguns carreus amb la sigla inscrita TBF. Més tard l'església s'obrí als treballadors de la companyia del ferrocarril, sent sufragània de Sant Miquel de Colera, i més endavant fou declarada parròquia independent.
El temple fou construït entre 1878 i 1893 per l'arquitecte barceloní Joan Martorell i Montells. L'any 1933 es construí una llarga escalinata, per salvar el desnivell entre el poble i l'emplaçament del temple. Fou fet per l'arquitecte empordanès Pelagi Martínez.
Al retaule que hi ha darrere de l'altar hi ha una imatge de la Verge esculpida per Frederic Marés i Deulovol. El sagrari i la creu són obra de l'escultor Domènec Fita i Molat.